# Georg Schlotter
Georg Schlotter (* 23. Februar 1889 in Hildesheim; † 5. Dezember 1915 in Göttingen) war ein deutscher Maler und insbesondere Blumen- und Figurenmaler.

## Leben
Schlotter war der jüngere Bruder des Bildhauers Heinrich Schlotter (1886–1964). Nach seinem Schulbesuch wurde er zunächst auf die Hildesheimer Handwerker- und Kunstgewerbeschule, anschließend nach Berlin an die dortige Unterrichtsanstalt des Kunstgewerbemuseums geschickt, wo er bei den Malern Max Koch und Emil Rudolf Weiß studierte.
Noch zur Kaiserzeit schuf er 1914 für die Kölner Werkbundausstellung Malereien (Gelbes Haus und Weinrestaurant).
Während des Ersten Weltkrieges kämpfte Schlotter in Frankreich, wo er 1915 schwer verwundet wurde. Nach seinem Transport in ein Lazarett in Göttingen verstarb er dort am 5. Dezember desselben Jahres an Verblutung.
Im November 1920 wurde posthum eine Gedächtnisausstellung mit Werken des verstorbenen Künstlers im Roemer-Museum Hildesheim gezeigt.